# Soziale Praxis
Die Soziale Praxis, ehemals: Sociale Praxis, war eine sozialpolitische Wochenzeitung mit sozialreformerischen Zielen, die 1895 aus dem Sozialpolitischen Centralblatt hervorgegangen ist. Sie erschien bis 1898 bei Heymanns in Berlin und von 1899 bis 1910 bei Duncker & Humblot in Leipzig, danach beim Gustav Fischer Verlag in Jena. 1943 wurde die Zeitschrift auf Druck der Nationalsozialisten eingestellt.

## Geschichte
Die Soziale Praxis bildete die Zusammenlegung zweier früher herausgegebener Zeitschriften, nämlich des Socialpolitischen Centralblatts, herausgegeben von Heinrich Braun, und der Blätter für sociale Praxis, die von 1893 bis 1895 von Nathanael Brückner herausgegeben wurden. Monatlich enthielt sie die Beilage „Das Gewerbegericht“, das Organ des Verbandes deutscher Gewerbegerichte.
Herausgeber der Sozialen Praxis war zunächst Ignaz Jastrow, Redakteur Ernst Francke, von 1923 bis 1933 wurde sie von Frieda Wunderlich geleitet. An wichtigen Mitarbeitern sind Eduard Bernstein und Ludwig Preller zu nennen.